# Staryj Ropsk
Staryj Ropsk (ros. Старый Ропск) – wieś (sieło) w Rosji, w obwodzie briańskim, w rejonie klimowskim. W 2010 liczyła 202 mieszkańców.